# He 177轟炸機
亨克爾He 177（鷹獅式）（Heinkel He 177，英語：Griffin、德語：Greif）是納粹德國空軍配備的長程轟炸機，少见地采用了两具由双DB 605引擎整合而成的DB 610發動機，推动两具直径4.5米的超大螺旋桨，使得这架实际上拥有4支曲轴的轰炸机在外形上看起来仍是架双引擎飞机，原因是帝国航空部原想让其具有精准俯冲轰炸的能力，试图打造出一架巨型俯冲轰炸机。這機種是納粹德國在二次大戰時期中唯一大量生產的重型轟炸機。由於其构造特别的引擎在早期容易起火，所以空勤人員將它起綽號稱為“帝国打火機”「Reichsfeuerzeug」，“帝国火炬”「Reichsfackel」，以及被敌方称为“德国空军的打火机”（Luftwaffe's lighter）或“燃烧的棺材”（Flaming Coffin）。 

## 設計
He 177的構想是源於帝國航空部要求一種名為Bomber A的重轟炸機規格計畫書，這項計畫書是在1936年完成，預定設計一種新式轟炸機，需比多尼爾Do 19或容克斯Ju 89這兩款烏拉山轟炸機原型機更加先進，在載彈量不少於1,000公斤的狀況下飛行航程要達到6695公里，飛行半徑要超過2900公里，搭載2000公斤炸彈則要超過1600公里的作戰半徑，除此之外該機種的最高飛行速度必須達至約540公里/小時，機體結構強度可運用在大角度俯衝轟炸（後放寬為60度）
機體強度足以執行中角度60度的俯衝攻擊。
帝國航空部要求的規格對1936年的德國航空科技來說是不可能的任務，即便如此亨克爾在1937年6月2日被要求以該公司的1401號計畫（Projekt 1041）作為A轟炸機的研發基礎，並在1937年11月通過提案給予He 177的代號。He 177的構想希望在時速550公里／高度5,500公尺的狀態下總飛行重量要在27,000公斤標準。
為了達成計畫目標，恩斯特·亨克爾只能將希望寄望在公司的首席工程師君特兄弟，齊格菲·君特提出的技術方案主要包括幾項：表面蒸發冷卻的引擎及遙控防禦機槍砲座。

### 引擎

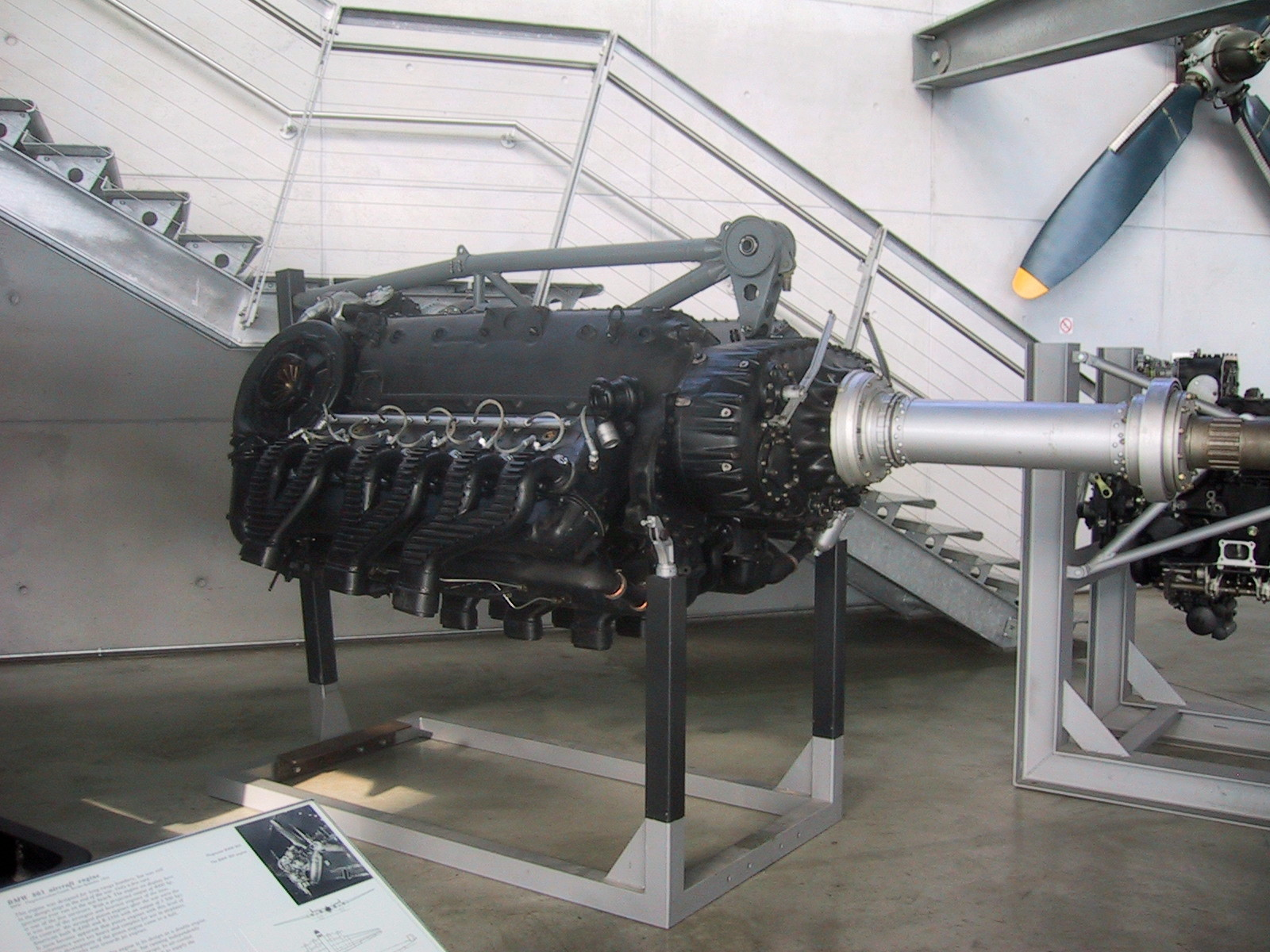
后期的 A-5 型使用的DB610引擎。DB 606A/B与其构造类似

He 177至少需要2具輸出2,000 PS（1,973 hp, 1,471 kW）的發動機去滿足它的性能，但德國航空工業無法製造出這種性能的引擎。如果使用1,000PS輸出級別的DB 601發動機，則需要4台引擎才能滿足輸出，但四發動機結構將會讓飛機產生額外的阻力，無法達成俯衝轟炸的技術需求。為了在動力與性能規格上取得折衷，齊格菲·君特選用了DB 606發動機，這具引擎輸出2,600PS，在1936年時由He 119戰鬥機裝設，是當時唯一能取得的2,000PS級引擎。DB 606是由2台DB 601發動機組接的24汽缸引擎，兩具DB 601左右倒置併聯，再由齒輪箱整合輸出到單一螺旋槳；在外型上雖然只有雙螺旋槳構型，但實際由4具引擎輸出動力。He 177將其安裝於單邊機翼的發動機殼內用於驅動單一螺旋槳。2具發動機在發動機殼內藉由內傾斜30°角於曲轴箱垂直軸線方式併排在一起，內部汽缸幾乎以呈垂直方式排列，两个曲轴箱的前方由一个齿轮箱连接，一起推动一根螺旋桨轴,而右侧的用DB 606 "动力系统"的引擎组必须要有对应的离心式增压机吸进空气，与一般的DB式V12动力组通常将增压机安装在左侧的方法相反。
這型發動機配置的原因在於帝國航空部與空軍最高司令部（OKL）認定He 177將是一款優異的俯衝轟炸機。只使用2具螺旋槳的重轟炸機具有許多卓越的優點，例如大幅減少飛行時的阻力，增加俯衝時的穩定性，明顯的改善飛控能力。的確，He 177的初期原型機與預產機型採用2具DB 606發動機，此型發動機在起飛後輸出2,600 PS（2,564 hp, 1,912 kW），故在空速與操控性方面；He 177與當時重型戰機相較毫不遜色。

### 武備

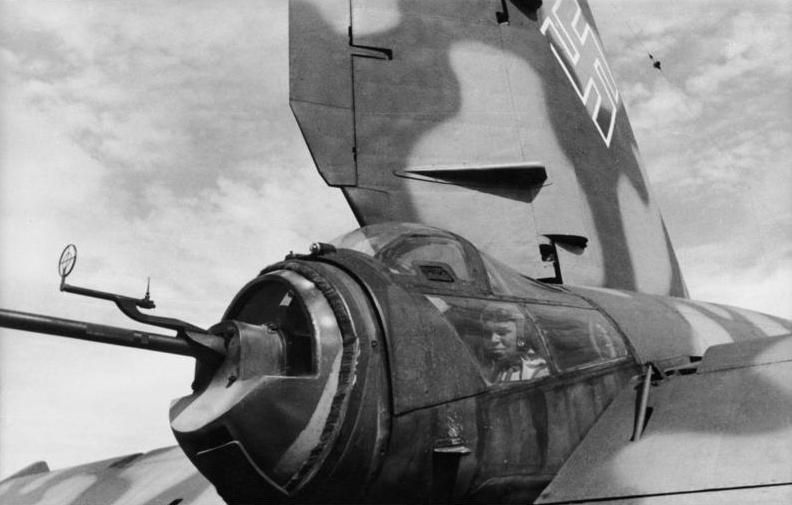
He 177 A-5機尾炮塔，MG 151機砲突出的觀察玻璃與直立的槍手座

齊格菲·君特對He 177自衛火器的初期設計是3個可從駕駛艙控制的遙控機槍塔，技術概念由同期開發的Ju 288轟炸機移植，機尾防衛機槍由人力操作。遙控槍塔相較人力槍塔技術複雜得多，但是在重量、尺寸及槍塔空氣阻力都比人力操作槍塔要好，且槍塔遙控砲手可以在有防護的位置作業增加生存性，也能避免槍枝擊發火光阻礙射界視野。不過1930年代後期遙控砲塔的研發進度仍不盡人意，趕不上He 177開發計畫，最終君特只能換回尺寸較大且體積較重的人力操作槍塔，且修改強化He 177結構。不過到量產時He 177仍然得到計畫中的遙控槍塔，位於機身與機翼前緣銜接翼根弦的正上方機背自衛砲塔後來配備代號FDL 131Z的遙控槍塔，裝備雙連裝MG 131重機槍
原先計畫便由人力操作的機尾砲座為了追求飛機流線外型，砲座使用臥姿設置，在犧牲操作手舒適性的情況下滿足需求。不過在He 177A3修改了機尾設計，在尾舵下方設置觀測窗，讓射手可以採坐姿執行任務。有些機組員會將MG 131拆換為MG 151機砲增強火力，甚至有單位將FDL 131Z槍塔拆改到機尾使用。機首防禦主要靠的是機鼻駕駛艙右上方安裝的一挺7.92 mm MG 81機槍，機身機鼻下方於機腹吊艙的後方區域安裝隐蔽炮台，通常裝配一挺可向前開火的20 mm MG FF機炮，並在A-1機型時裝配一挺向後開火的MG 81機槍。在後期生產型號中，用MG 151機炮替換MG FF機砲，MG 81機槍則使用MG 131重機槍替換。

## 機種
He 177 V1 to V8
總計生產8架原型機·He 177 V4與隨後的機型皆採用DB 606 A/B發動機。
He 177 A-0
預產機型，只有量產35架·
He 177 A-1
首型量產機，總計生產130架·武裝系統：在機鼻的1挺MG 81機槍與在機腹吊艙區域安裝1挺前衛型MG FF機砲，在機背區域安裝一座MG 131重機槍塔（後來變成雙聯裝），機尾區域安裝1挺M後衛型G 131機槍。
He 177 A-1/R1
武裝系統：在機腹吊艙後方加裝雙連裝的MG 81。
He 177 A-1/R2
武裝系統：在機腹吊艙光學瞄準器後方安裝一座遙控型MG 131機槍塔。
He 177 A-1/R4
武裝系統：在機腹吊艙追加1挺後衛型MG 131，在機背區域安裝一座人力操控的MG 131機槍塔。
He 177 A-1/U2
重型驅逐機型，並在機鼻下方的吊艙安裝雙30 mm MK 101機砲，總計修改12架。
He 177 A-2
提議安裝4人座气密型駕駛艙，並將武裝系統減少為6挺MG 81機槍與1挺MG 131機槍，但未付諸量產。
He 177 A-3
第二型量產機，第16架量產機與後續的生產機型採用DB 610 A/B發動機·只有量產170架。
He 177 A-3/R1
採用DB 606 A/B發動機，只有量產15架。
He 177 A-3/R2
改良電子系統·武裝系統：安裝在機腹吊艙的MG FF機砲被更換為MG 151機炮。重新設計並放大機舵，並將後衛MG 131機槍更換成MG 151機砲。
He 177 A-3/R3
反艦機型，武裝系統：掛載亨舍爾Hs 293型反艦飛彈。
He 177 A-3/R4
將機腹吊艙加長1.2 m（3 ft 11 in）以增加空間安裝FuG 203b Kehl III型電子訊號發射機·
He 177 A-3/R5
計畫機型（Stalingradtyp版本），武裝系統：在機腹吊艙區域安裝以7.5 cm PaK 40為基礎改裝出來的75 mm Bordkanone BK 7,5大砲，或安裝以KwK 39為基礎改裝出來的BK 5航空機炮（A-3/Rüstsatz 5武裝套件），但未付諸量產。
He 177 A-3/R7
魚雷轟炸機型，主要是由He 177 A-5修改而來，只有量產3架。
He 177 A-4
提議安裝气密型駕駛艙，機身和機翼加大尺寸，載彈量增加，由雙引擎變成四引擎飛機，最後發展為亨克爾He 274和He 277轟炸機，但未付諸量產，只是重新將A-4分開兩個設計方案，B型是遠程，H是高空。
He 177 A-5
主要生產機型，將機翼給強化並將機翼起落架縮短，增加最大炸彈掛載量，只有量產826架。
He 177 A-5/R1
可選擇掛載弗里茨X和Hs 293等導引炸彈，裝備凱爾電子訊號發射機。
He 177 A-5/R2
在機鼻區域安裝一挺MG 81，並分別在機腹吊艙安裝一挺向前開火的MG 151機砲和向後開火的雙連裝MG 81機槍，並在機背區域安裝一座遙控型FDL 131Z雙MG 131機槍塔，在機背區域安裝一座人力操控的MG 131機槍塔，機尾區域安裝1挺M後衛型MG 151機砲。
He 177 A-5/R4
將機腹派龍架給予簡化，裝備凱爾電子訊號發射機。
He 177 A-5/R5
測試機型，在炸彈艙的後方安裝一座遙控型FDL 131Z雙MG 131機槍塔，只有量產1架。
He 177 A-5/R6
更換前側炸彈艙並放大中央炸彈艙與全機身型的燃料箱。
He 177 A-5/R7
安裝气密型駕駛艙，使其爬升高度可達15,200 m（49,869 ft）並減弱武裝系統使其類似於He 177 A-2配置。
He 177 A-5/R8
武裝型FDL遙控機槍塔·由於砲塔性能問題故予以廢棄，總計生產1架。
He 177 A-5 Grosszerstörer
以He 177 A-5為藍圖的反轟炸機型，武裝系統：將炸彈艙與副油箱給予取消，卻將33枚自旋转稳定21 cm口徑火箭裝備於機身上，與基礎構型相同21 cm Nebelwerfer 42彈幕火箭系統。
He 177 A-6
He 177 A-6/R1
He 177 A-6/R2
He 177 A-7
將翼展延展為36 m（118 ft 1⅓ in）的高高度型轟炸機並安裝DB 610 A/B發動機來替代3,800 PS（3,748 hp, 2,795 kW）DB 613發動機·為進行機翼測試，有6架飛機從He 177 A-5機身修改而來但從未安裝He 177 B系列的先進駕駛艙·一架被美軍所捕獲，scrapped postwar and believed buried under the grounds of芝加哥的歐海爾國際機場。
He 177 A-8
He 177 A-10
建議的He 177設計案
He 177 B
運載燃料和炸彈量增加，由雙引擎變成四引擎飛機，進化為He 277洲際轟炸機。
He 177 H
由A-4型修改為中程高空轟炸機，進化為He 274。

## 主要性能參數（He 177 A-5/R2）
参考资料：
基本信息
- 机组：6

性能
武器

- 機槍：**1挺7.92 mm MG 81機槍位於機鼻區域
  - 1挺20 mm MG 151機炮位於前方機腹吊艙
  - 1挺雙連裝7.92 mm MG 81機槍位於後方機腹吊艙
  - 1挺雙連裝13 mm MG 131重機槍裝在機背前部的FDL 131Z遙控槍塔,可完全360º旋轉
  - 1挺13 mm MG 131重機槍在機背後部的槍塔
  - 1挺20 mm MG 151機炮位於機尾區域
- 炸彈：最多6,000 kg（13,227 lb）內部裝載炸彈或7,200 kg（15,873 lb）外部搭載或至多3枚 Fritz X or Henschel Hs 293 radio-guided munitions
  - 48×50 kg (110 lb)炸彈（總重2,400 kg/5,291 lb ）
  - 1×2,500 kg（5,511 lb）炸彈（總重2,500 kg/5,511 lb ）
  - 12×250 kg (551 lb) 炸彈（總重3,000 kg/6,613 lb ）
  - 6×500 kg（1,102 lb）炸彈（總重3,000 kg/6,613 lb ）
  - 2×1,800 kg（3,968 lb）炸彈（總重3,600 kg/7,936 lb ）
  - 2×1,800 kg（3,968 lb）炸彈+ 2×LMA III 水雷（總重4,600 kg/10,141 lb ）
  - 10×500 kg（1,102 lb）炸彈（總重5,000 kg/11,023 lb ）
  - 2×1,000 kg（2,204 lb）炸彈+ 2×1,800 kg（3,968 lb）炸彈（總重5,600 kg/12,345 lb ）
  - 6×1,000 kg（2,204 lb）炸彈（總重6,000 kg/13,227 lb ）
  - 2×FX 1400 Fritz X + 1×FX 1400 Fritz X 掛在機腹及翼下
  - 2×Hs 293 或 294 + 1×Hs 293 或 294掛在機腹及翼下
- 2×500 kg（1,102 lb）炸彈機內掛載 + 2×Hs 293 翼下掛載
- 2*×LT 50 魚雷掛載於翼下